# Amchok Tsenyi
Das Kloster Amchok Tsenyi (chin. Anqu Chali si 安曲查理寺 bzw. Chali si 查理寺) im Kreis Ngawa (Aba) in der nordwestchinesischen Provinz Sichuan ist ein Kloster der Gelug-Schule des tibetischen Buddhismus. Die frühere Bön-Stätte liegt südlich des Klosters Labrang (Bla brang) in Gansu, von dem es ein Filialkloster ist.

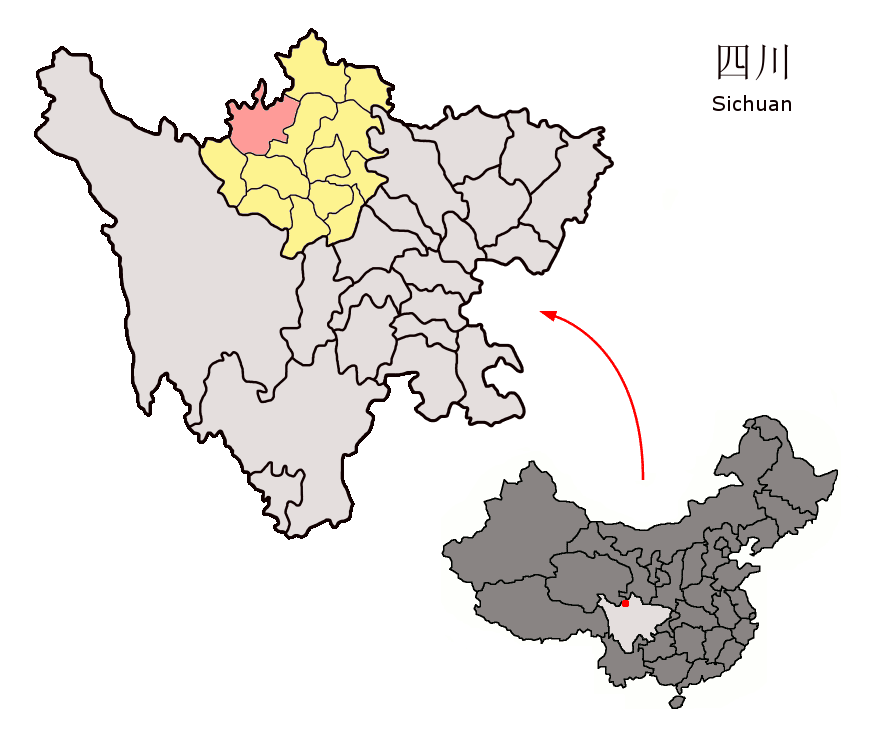
Lage des Kreises Ngawa innerhalb von Sichuan

Es ist das Stammkloster der Amchok Rinpoches bzw. Achok Rinpoches (tib. a mchog rin po che). Das Kloster wurde 1823 vom 2. Amchok Rinpoche Könchog Tenpe Gyeltshen (dKon mchog bstan pa'i rgyal mtshan) gegründet.
Der gegenwärtige 4. Amchok Rinpoche war 1959 ins indische Exil nach Dharamsala geflohen, kehrt aber mittlerweile regelmäßig hierher zurück.
Heute leben in dem Kloster wieder über tausend Mönche. Der Ordensname Amchok Tsenys bedeutet Kloster des auf dem Löwen reitenden Bodhisattva Manjushri "骑狮子的文殊菩萨的寺院" nach 57ab.com (Ngawa Tourism Business Website): Chali si (Memento vom 18. September 2009 im Internet Archive) und bezieht sich auf eine bei der Grundsteinlegung in der Erde gefundene Manjushri-Figur; die Arme einer tausendarmigen Avalokiteshvara-Statue des Klosters sollen sich schon mehrmals bewegt haben und aus ihrem Mund soll Nektar geflossen sein.

## Liste der Amchok Rinpoches (Pinyin/chin.)
57ab.com: Chali si (Memento vom 18. September 2009 im Internet Archive) (Lebensdaten); ZZDCD
- 1. Anqu Aka 安曲阿卡
- 2. Gongque Danbai Jiamushen 贡却丹白嘉木参 (1799–1847) Könchog Tenpe Gyeltshen (dKon mchog bstan pa'i rgyal mtshan)
- 3. Jiayang Qinrao Jiacuo 嘉阳钦饶嘉措 (1849 – 24. Januar 1945)
- 4. Luosang Tudeng Yinrao Jiacuo 洛桑吐登饮饶嘉措  (1945-)[7]